# Эски-Кермен
Эски́-Керме́н (укр. Ескі-Кермен, крымскотат. Eski Kermen, Эски Кермен) — средневековый город-крепость в юго-западной части полуострова Крым, в 14 км на юг от города Бахчисарай и в 5 км на северо-запад от руин средневекового города Мангуп-Кале. Название переводится с крымскотатарского как «старая крепость». Наряду с этим ойконимом, известно еще одно название крепости — «Кут» («Кут-Эли»), что дословно означает — «Готская крепость» (или «Город Готов»). По мнению исследователей, этимологический анализ ойконима (наряду с результатами археологических раскопок) свидетельствует о проживании здесь определённой части таврических германцев, вероятно, готских воинов и членов их семей.
Территория города занимала площадь 8,5 га, имея в длину 1040 м и 170 м в ширину. Построен на столообразном горном плато, ограниченном обрывами до 30 м высотой. Является одним из наиболее посещаемых пещерных городов Крыма, после Чуфут-Кале. Он входит в Бахчисарайский историко-культурный заповедник.

## История
Город был основан в конце VI века как византийское укрепление и просуществовал до конца XIV века. История города до X века известна мало, поскольку город был незначительным укреплением. Хотя на данный момент некоторые исследователи склоняются к версии, что, возможно, крепость Дорос находилась именно здесь, а не на Дырявом мысе Мангуп-Кале. Это отражено в названии города крымскими татарами: «Старая крепость». Косвенным подтверждением этой гипотезы является наличие осадного колодца VI века, с лестницей из шести маршей и с восемьюдесятью ступенями, с двадцатиметровым коридором; подобного не было в других известных укреплениях византийцев периода строительства защитной линии от набегов кочевников в Средней гряде Крыма.
С X века начинается постепенное разрастание города и рост его значения, с наибольшим расцветом, приходящимся на XII и XIII вв., когда количество жителей превысило 2000 человек. В то время здесь уже существует полноценный средневековый город, плато застроено прямоугольными кварталами, разделёнными между собой достаточно широкими улицами, по которым способна проехать повозка. На территории города находился правящий епископ округи, о чём свидетельствуют остатки кафедры в храме у центральных ворот. Перестраивается и расширяется базилика, предположительно построенная в период с конца IV века до начала VIII века, в центральной части плато.
В 1299 году город был разрушен войсками монголов под предводительством золотоордынского беклярбека Ногая и уже не смог до конца восстановить своё былое значение. В 1399 году монгольская армия под предводительством темника Золотой Орды Едигея уничтожила отстроенные укрепления и окончательно разорила город, который после этого уже не восстанавливался. В окрестностях осталось только небольшое поселение Черкес-Кермен (с. Крепкое), расположенное между северной оконечностью Эски-Кермена и Кыз-Куле. Оно просуществовало с периода поздней античности и до начала 70-х гг. XX века.

## Галерея

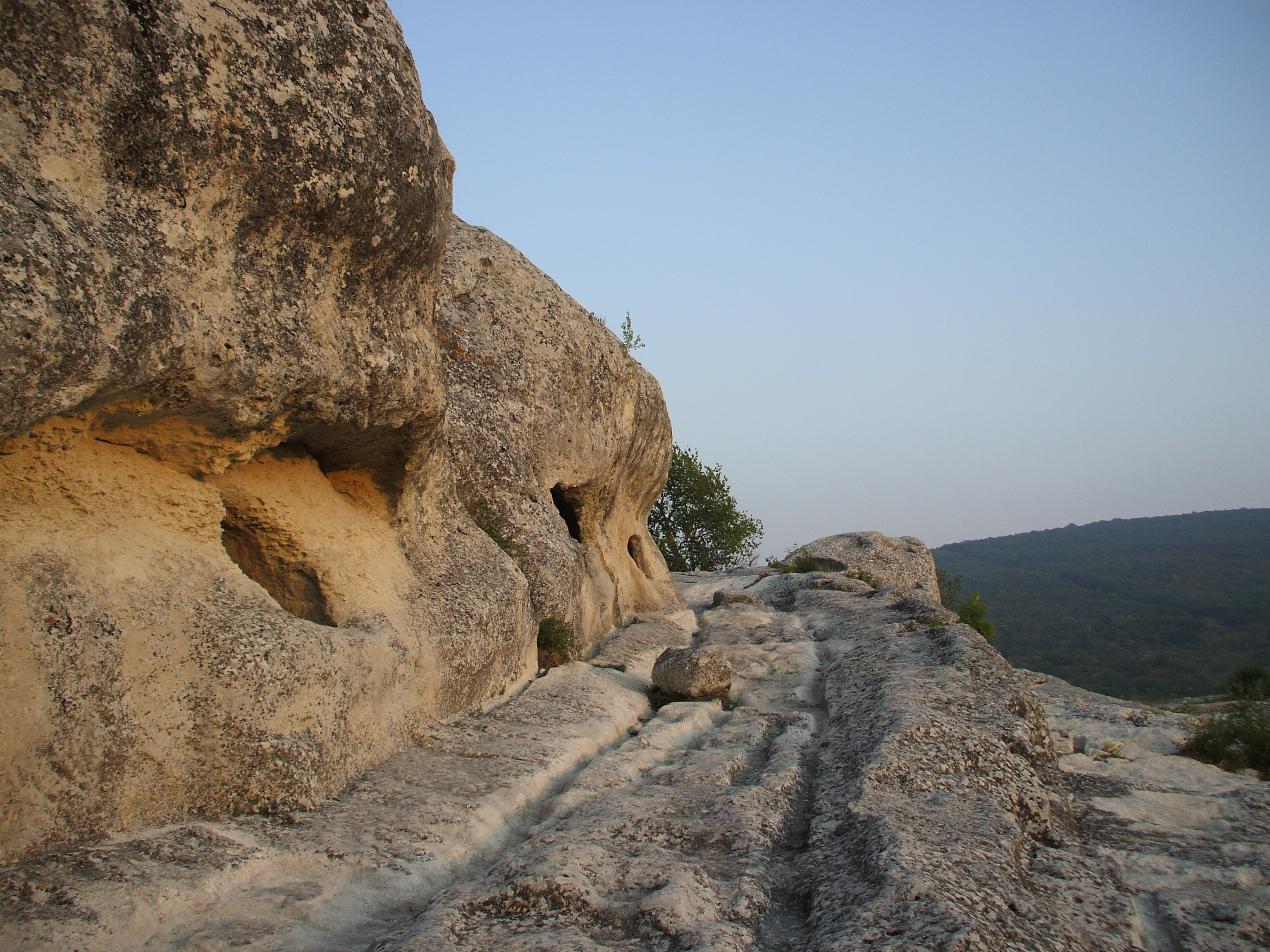
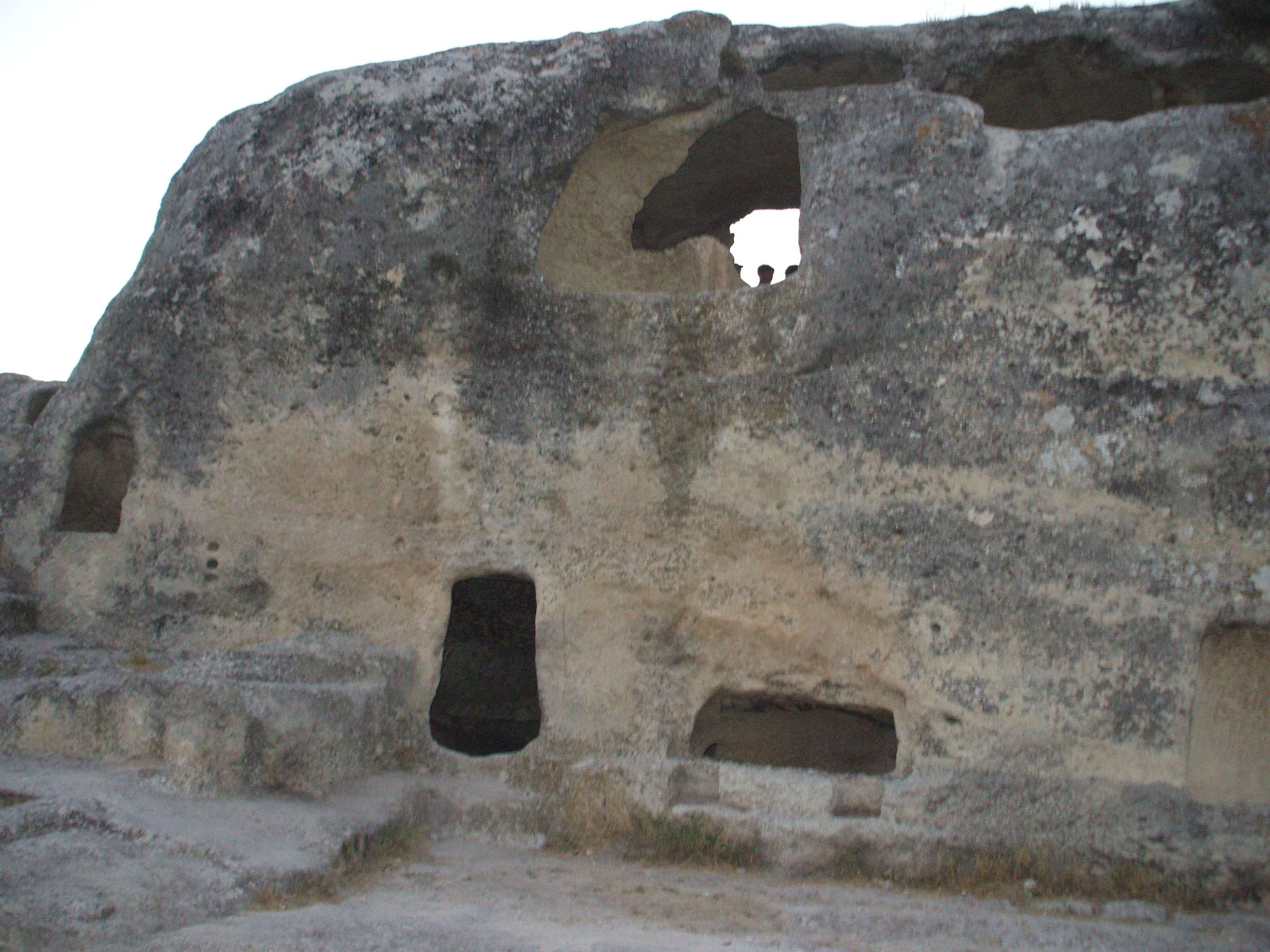
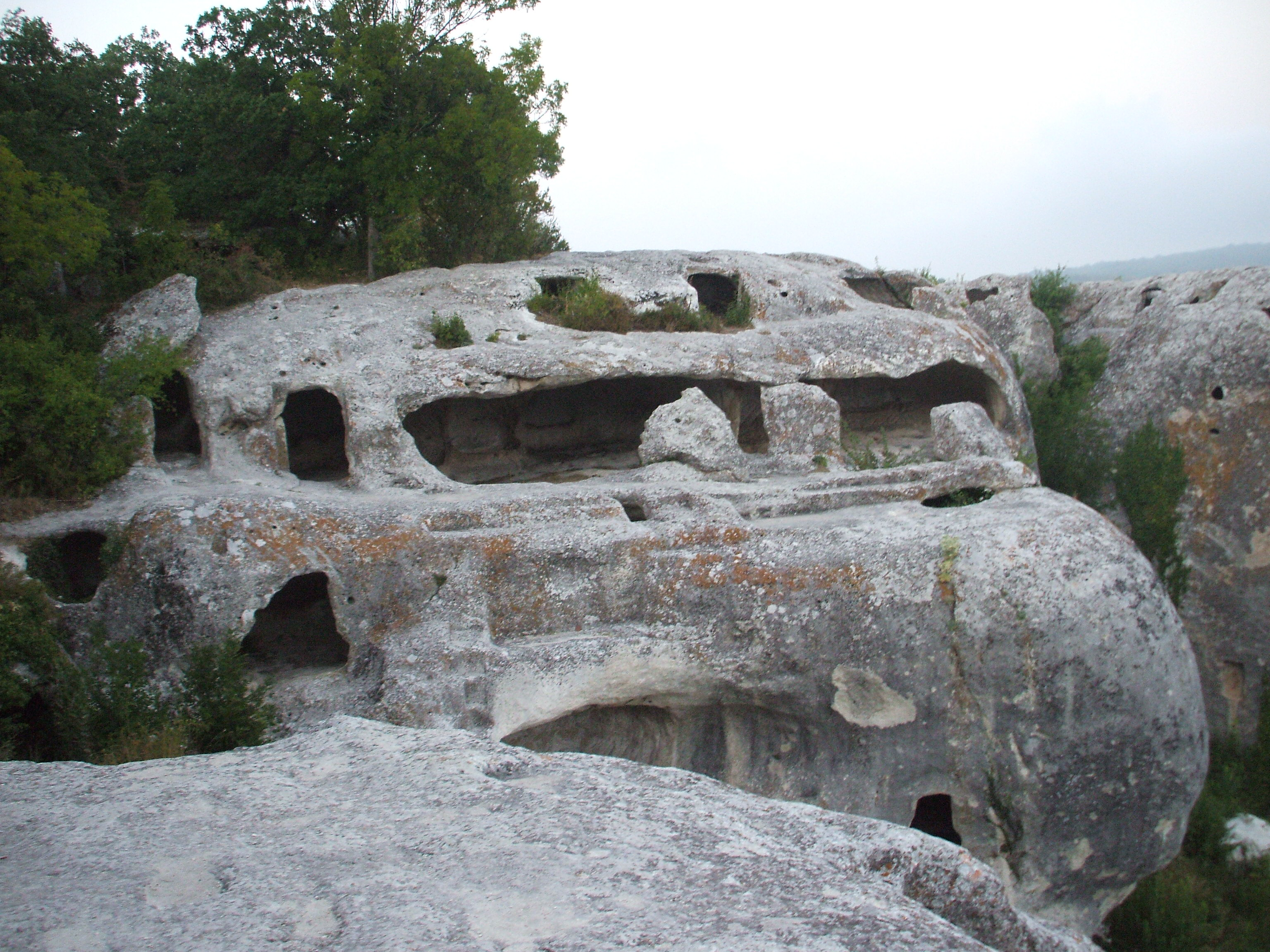
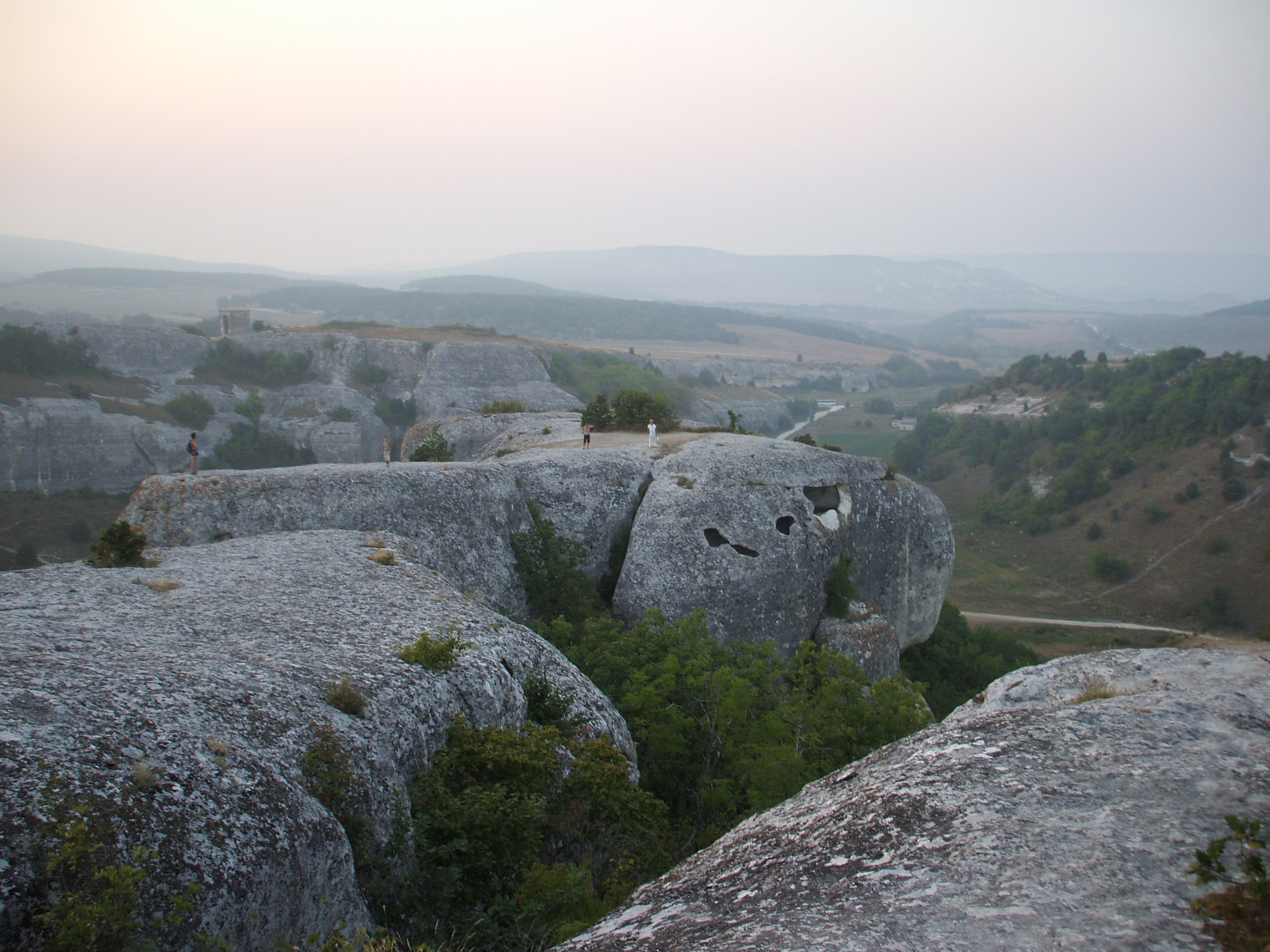
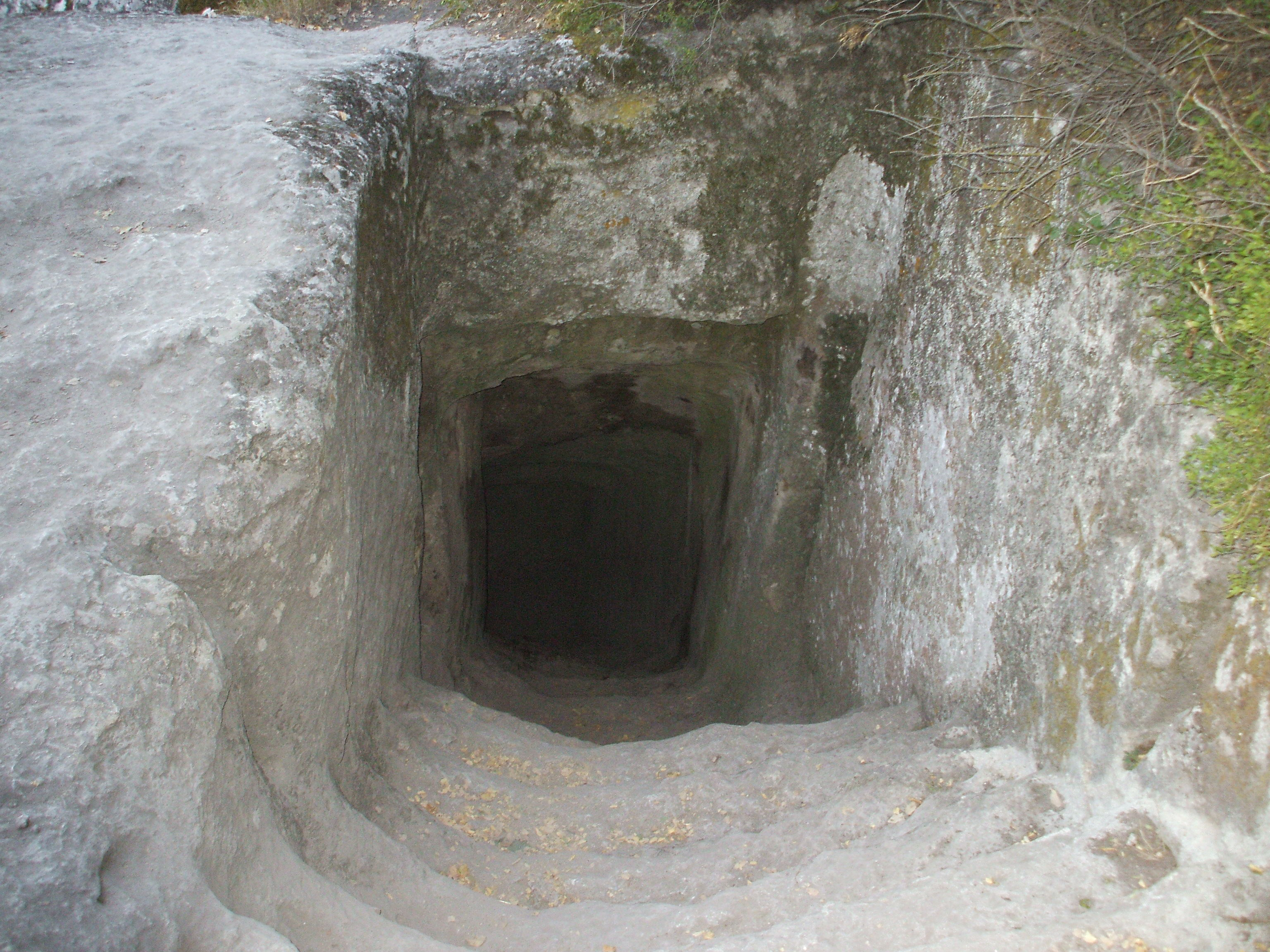

## Достопримечательности
- Хорошо сохранившиеся укрепления VI и XII веков.
- Около 350 пещер, вырубленных в скалах в самом городе и около 50 вне его. Большая часть из них появилась в XII—XIII веках как хозяйственные помещения, в основном как загоны для скота, реже как склады. Небольшая часть пещер (15 %) выполняла оборонительные либо сакральные функции.
- Руины базилики размерами 24×13 м конца VI века, с позднейшими достройками в XI веке.
- Комплекс осадного колодца VI века, с лестницей из шести маршей и восемьюдесятью ступенями, с двадцатиметровым коридором, выводившим к пещере, где скапливалась питьевая вода. Колодец действовал до конца VII века.
- Несколько пещерных храмов, вырубленных в скалах в XII—XIII со множеством фресок (сильно повреждённых вандалами).